# Пес
Пес (др.-греч. Παισός, лат. Paesus) — древний город в Малой Азии, в Мисии, у входа в Геллеспонт, на южном побережье Пропонтиды, между городами Лампсак и Парий, в устье одноимённой реки. Гомер в каталоге троянцев в «Илиаде» упоминает его как Апес (Апез, Ἀπαισός). Из Песа был троянец Амфий (Ἅμφιος, Amphius), Селагов сын, убитый Аяксом Великим. Был основан в 646 году до н. э. милетцами. В ходе Ионийского восстания Пес отпал от державы Ахеменидов и военачальник Дария Даврис в 500 году до н. э. взял Дардан, Абидос, Перкоту, Лампсак и Пес. По пути от Песа в Парий Даврис получил известие о том, что к восстанию присоединились карийцы и выступил против Карии. Был членом Делосского союза, упоминается в списках дани в период между 453/452 и 430/429 гг. до н. э. Страбон сообщает, что к его времени город был разрушен и жители переселились в Лампсак, бывшей как и Пес колонией милетцев.
На месте Песа расположена деревня Адатепе, к северо-востоку от города Чардак и к востоку от Гелиболу, в районе Лапсеки в иле Чанаккале в Турции. Река Пес ныне называется Байрам (тур. Bayram Dere).